# David Lischka
David Lischka (15 agosto 1997) è un calciatore ceco, difensore del Baník Ostrava.
Nel 2018 ha vinto il premio di Talento ceco dell'anno.

## Caratteristiche tecniche
È un difensore centrale.

## Carriera

### Nazionali giovanili
Con la nazionale Under-21 ceca ha preso parte a 3 incontri di qualificazione al Campionato europeo di calcio Under-21 2019.

## Statistiche

### Presenze e reti nei club
Statistiche aggiornate al 5 Settembre 2018.
| Stagione        | Squadra         | Campionato      | Campionato | Campionato | Coppe nazionali | Coppe nazionali | Coppe nazionali | Coppe continentali | Coppe continentali | Coppe continentali | Altre coppe | Altre coppe | Altre coppe | Totale | Totale | Totale |
| Stagione        | Squadra         | Comp            | Pres       | Reti       | Comp            | Pres            | Reti            | Comp               | Pres               | Reti               | Comp        | Pres        | Reti        | Pres   | Reti   |        |
| --------------- | --------------- | --------------- | ---------- | ---------- | --------------- | --------------- | --------------- | ------------------ | ------------------ | ------------------ | ----------- | ----------- | ----------- | ------ | ------ | ------ |
| 2016-gen. 2017  | Baník Ostrava   | FNL             | 2          | 0          | CRC             | 1               | 0               |                    | -                  | -                  |             | -           | -           | 3      | 0      |        |
| gen.-giu. 2017  | Varnsdorf       | FNL             | 13         | 1          | CRC             | 0               | 0               |                    | -                  | -                  |             | -           | -           | 13     | 1      |        |
| 2017-gen. 2018  | Karviná         | 1L              | 7          | 0          | CRC             | 2               | 1               |                    | -                  | -                  |             | -           | -           | 9      | 1      |        |
| gen.-giu. 2018  | Jablonec        | 1L              | 14         | 2          | CRC             | 3               | 0               |                    | -                  | -                  |             | -           | -           | 17     | 2      |        |
| 2018-2019       | Jablonec        | 1L              | 7          | 1          | CRC             | 0               | 0               |                    | -                  | -                  |             | -           | -           | 7      | 1      |        |
| Totale carriera | Totale carriera | Totale carriera | 43         | 4          |                 | 6               | 1               |                    | -                  | -                  |             | -           | -           | 49     | 5      |        |

## Palmarès

### Individuale
- Talento ceco dell'anno: 1

2018